# Westlake (Ohio)
Westlake – miasto w Stanach Zjednoczonych, w stanie Ohio.
Według danych z 2010 hrabstwo miało 32 729 mieszkańców, co oznacza wzrost populacji o 3,2% w stosunku do spisu z 2000 roku.